# Серпневе (село)
Серпне́ве — село в Україні, у Валківській міській громаді Богодухівського району Харківської області. Населення становить 775 осіб. До 2020 орган місцевого самоврядування — Благодатненська сільська рада.

## Географія
Село Серпневе знаходиться на початку урочища Корінне, за 2 км від річки Орчик (правий берег), в місці впадання в неї річки Грушева, на відстані 1 км розташовані села Благодатне та Конвалії, до села примикає великий садовий масив.

## Історія
Село засноване як Орлово в 1795 р., в 1932 р. перейменоване в село Серпневе.
12 червня 2020 року, розпорядженням Кабінету Міністрів України № 725-р «Про визначення адміністративних центрів та затвердження територій територіальних громад Харківської області», увійшло до складу Валківської міської громади.
19 липня 2020 року, в результаті адміністративно-територіальної реформи та ліквідації Валківського району, село увійшло до складу Богодухівського району.

## Відомі люди

### Народилися
- Осман Олександр Вікторович (нар. 1996) — український футболіст, захисник харківського «Металіста 1925». Колишній гравець юнацьких (U-16, U-17, U-19, U-20) та молодіжної збірних України.